# Большой папа
«Большо́й па́па» (англ. Big Daddy) — кинокомедия 1999 года с Адамом Сэндлером в главной роли.
Кассовые сборы фильма в США — 163 400 000 $. Общие кассовые сборы фильма в мировом прокате (включая США) — 234 800 000 $.

## Сюжет
Санни Коуфакс — 32-летний большой ребёнок. Он беззаботно живёт со своей подружкой, работая 1 раз в неделю. Тут обнаруживается, что у его друга, находящегося в данный момент в командировке, есть сын и о нём надо позаботиться. Санни выдаёт себя за отца ребёнка до возвращения друга домой.  Санни берёт на себя эту заботу. Санни обучает мальчика шалостям, кадрит с его помощью девушку и втягивает малыша в свой образ жизни. Лишь постепенно к Санни приходит понимание величины ответственности за ребёнка — так постепенно взрослеет и Санни, и его подопечный Джулиан.

## В ролях
- Адам Сэндлер — Санни Коуфакс
- Джой Лорен Адамс — Лэйла
- Джон Стюарт — Кевин
- Дилан и Коул Спроус — Джулиан
- Роб Шнайдер — разносчик пиццы
- Лесли Манн — Коринн
- Аллен Коверт — Фил
- Стив Бушеми — бомж
- Кристи Суонсон — Ванесса
- Джош Мостел — Артур Брукс
- Джеки Сэндлер — Официантка
- Тим Херлихи — Поющий кенгуру
- Джордж Холл — старый водитель

## Съёмочная группа
- Режиссёр — Деннис Дуган
- Сценарий — Стив Франкс, Адам Сэндлер
- Продюсеры — Джозеф Караччиоло, Адам Сэндлер, Аллен Коверт, Майкл Хордсворт, Роберт Саймондс
- Композитор — Тедди Кастелуччи

## Награды и номинации
| Год  | Премия                           | Категория                                                                                       | Результат |
| ---- | -------------------------------- | ----------------------------------------------------------------------------------------------- | --------- |
| 2000 | Blockbuster Entertainment Awards | Favorite Actor — Comedy: Adam Sandler                                                           | Победа    |
| 2000 | Blockbuster Entertainment Awards | Favorite Supporting Actor — Comedy: Cole Sprouse & Dylan Sprouse                                | Номинация |
| 2000 | Blockbuster Entertainment Awards | Favorite Supporting Actress — Comedy: Joey Lauren Adams                                         | Номинация |
| 2000 | BMI Film & TV Awards             | Teddy Castellucci                                                                               | Победа    |
| 2000 | GLAAD Media Awards               | Outstanding Film                                                                                | Номинация |
| 2000 | Золотая малина                   | Worst Actor: Adam Sandler                                                                       | Победа    |
| 2000 | Золотая малина                   | Worst Screenplay: Steve Franks, Tim Herlihy & Adam Sandler                                      | Номинация |
| 2000 | Kids' Choice Awards              | Favorite Movie                                                                                  | Победа    |
| 2000 | Kids' Choice Awards              | Favourite Movie Actor — Adam Sandler                                                            | Победа    |
| 2000 | MTV Movie + TV Awards            | Best Comedic Performance — Adam Sandler                                                         | Победа    |
| 2000 | MTV Movie + TV Awards            | Best Male Performance — Adam Sandler                                                            | Номинация |
| 2000 | MTV Movie + TV Awards            | Best On-Screen Duo — Adam Sandler, Cole Sprouse, Dylan Sprouse                                  | Номинация |
| 2000 | People's Choice Awards           | Favorite Comedy Motion Picture                                                                  | Победа    |
| 1999 | Teen Choice Awards               | Film — Movie of the Summer                                                                      | Победа    |
| 2000 | Young Artist Awards              | Best Performance in a Feature Film — Young Actor Age Ten or Under: Cole Sprouse & Dylan Sprouse | Номинация |
| 1999 | YoungStar Awards                 | Best Performance by a Young Actor in a Comedy Film: Cole Sprouse & Dylan Sprouse                | Номинация |

## Саундтрек
Список песен:
1. «Sweet Child o' Mine» by Sheryl Crow (Guns N' Roses cover)
2. «When I Grow Up» by Garbage
3. «Peace Out» by Adam Sandler (a sound clip from a scene in the movie)
4. «Just Like This» by Limp Bizkit
5. «Only Love Can Break Your Heart» by Everlast (a Neil Young cover)
6. «Ga Ga» by Melanie C
7. «What Is Life» by George Harrison, covered in movie by Shawn Mullins
8. «The Kiss» by Adam Sandler (a sound clip from a scene in the movie)
9. «Instant Pleasure» by Rufus Wainwright
10. «Ooh La La» by The Wiseguys
11. «Sid» by Adam Sandler (a sound clip from a scene in the movie)
12. «If I Can't Have You» by Yvonne Elliman
13. «Smelly Kid» by Adam Sandler (a sound clip from a scene in the movie)
14. «Passin' Me By» by The Pharcyde (a sound clip from a scene in the movie)
15. «Rush» by Big Audio Dynamite
16. «Hooters» by Allen Covert (a sound clip from a scene in the movie)
17. «Babe» by Styx
18. «Overtime» by Adam Sandler (a sound clip from a scene in the movie)
19. «The Kangaroo Song» by Tim Herlihy (made specifically for the movie)
20. «The Best of Times» by Styx (only a portion of the song)

Другие песни, используемые в фильме:
- «Dancing in the Moonlight» by The CrownSayers (originally done by King Harvest)
- «Sweet Dreams (Are Made of This)» by Eurythmics
- «Sweet Child o' Mine» a re-recorded version taken from a live version played by Guns N' Roses mixed with a recording with the 1999 Guns N' Roses lineup
- «Jump» by Van Halen background music on the answering machine message in Sonny’s apartment
- «Growin' Up»[уточнить] by Bruce Springsteen
- «Save It For Later» by Harvey Danger (originally by The English Beat)
- «Blue Collar Man (Long Nights)» by Styx
- «Eye of the Tiger» by Survivor
- «Night’s Interlude» by Nightmares on Wax (Song played during opening credits)
- «Fooled Around and Fell in Love» by Elvin Bishop

Песни из трейлера:
- «Doo Wa Ditty (Blow That Thing)» by Zapp and Roger
- «You Get What You Give» by New Radicals